# Lough

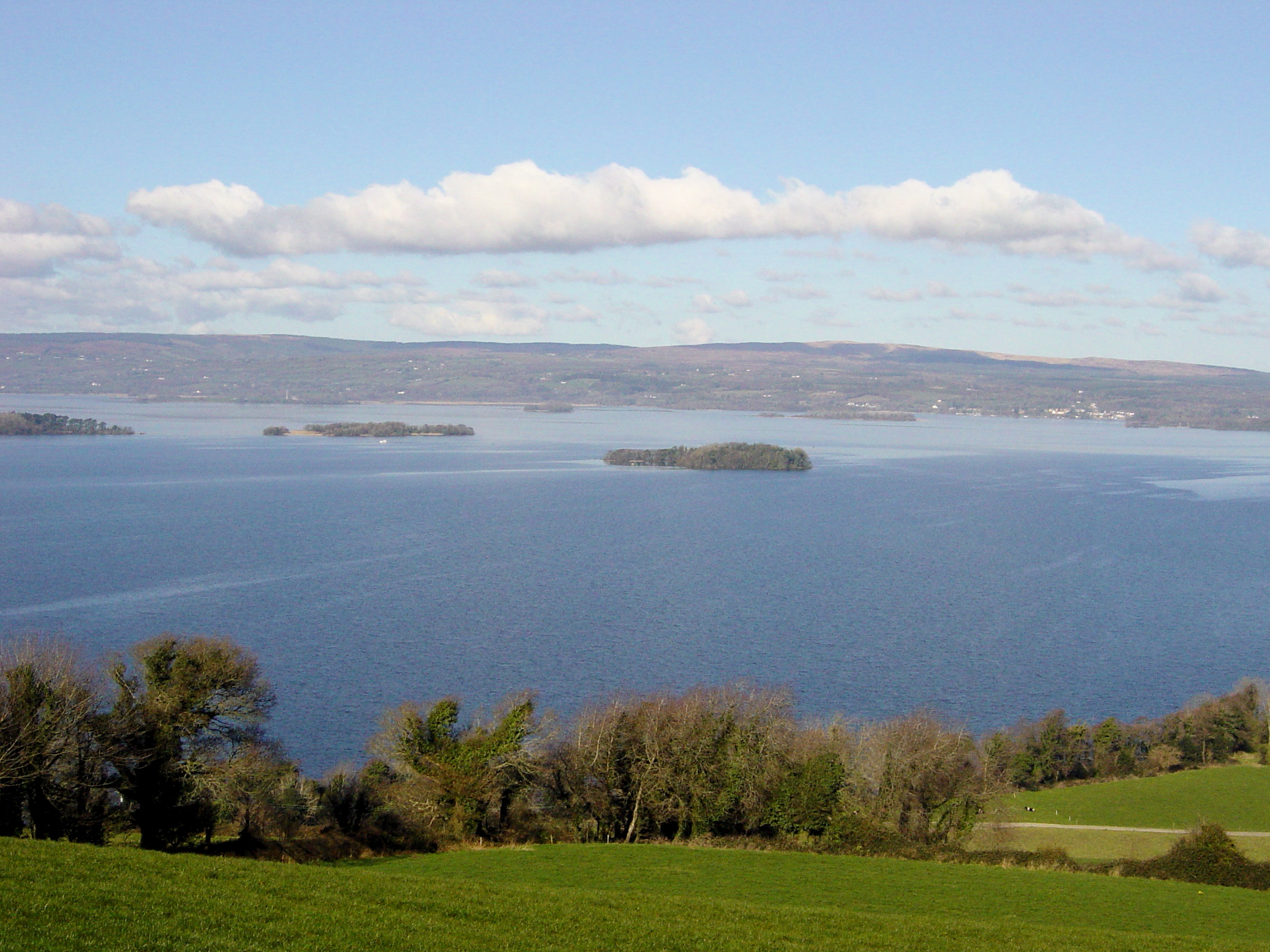
Widok na jezioro Lough Derg w prowincji Munster

Lough (wym.: lɒk) – ogólna nazwa przestrzeni zalanej wodą używana głównie w Irlandii. Mogą być tak nazwane:
- jezioro
- zatoka (geografia), fiord, estuarium

Nazwa ta pochodzi od irlandzkiego słowa loch (wym.: ɫ̪ɔx) i oznacza najczęściej jezioro. Jednak nie wszystkie jeziora w Irlandii nazywane są lough. Dodatkowo mianem lough (ang. wym.: lʌf) są określane niektóre obszary wodne w północnej Anglii. Słowo loch, pochodzące z języka gaelickiego szkockiego, jest też używane w języku angielskim w Wielkiej Brytanii (przeważnie w Szkocji) w znaczeniu ang. lake. Lough Neagh w Ulsterze jest największym jeziorem na Wyspach Brytyjskich.